# La parata del circo
La parata del circo (Parade de cirque) è un olio su tela realizzato nel 1888 dal pittore francese Georges-Pierre Seurat. È conservato nel Metropolitan Museum of Art di New York. Probabilmente l'opera rappresenta la parata del Circo Corvi, svoltasi nella primavera del 1887.
Benché non godette di un successo iniziale, l'opera venne rivalutata nel tempo ed è oggi considerata di grande importanza per la nascita di stili pittorici successivi come cubismo e futurismo e per altre espressioni artistiche come il balletto Parade.

## L'opera
La parata del circo fu la prima opera di Seurat ispirata al mondo circense, che lui amava molto e dal quale prese spunto per diverse opere successive, come ad esempio Il circo. Il successo del quadro, esposto al Salon des Indépendants, fu modesto e Seurat stesso non lo considerò mai come uno dei suoi lavori meglio riusciti.
La composizione del dipinto è inusualmente regolare in confronto agli altri dipinti di Seurat. Il pittore usò in questo caso una tela in rapporto 1:1,5 divisa in 24 quadrati regolari, quattro sul lato corto e sei sul lato lungo. gli assi verticali e orizzontali definiti da questi quadrati generano le linee compositrici del dipinto e la disposizione dei personaggi, con un musicante esattamente al centro, l'orchestra a sinistra, altre figure a destra e il pubblico sotto, descritto da una fila di sagome di teste che indossano dei cappelli.
Oltre a seguire i principi del divisionismo, Seurat si avvicina alle teorie di Charles Henry, dunque seguendo i criteri di direzione, per i quali alle linee corrispondono delle determinate implicazioni emotive, imposta una sorta di piano cartesiano in una struttura a scacchiera. L'immagine è come bloccata nel tempo, Seurat compie una riduzione minima del rapporto forma-contenuto e la forma prende il sopravvento. Inoltre si ritorna ad un'iconicità dell'insieme, dove le immagini sono prive di volume ed il soggetto è stilizzato.